# Amphisbetetus primus
Amphisbetetus primus är en tvåvingeart som beskrevs av Paramonov 1966. Amphisbetetus primus ingår i släktet Amphisbetetus och familjen rovflugor. Inga underarter finns listade i Catalogue of Life.